# Ko Gi-hyun
Ko Gi-hyun (Koreaans: 고기현) (Seoel, 11 mei 1986) is een voormalig Zuid-Koreaans shorttrackster.

## Carrière
In 2001 won Ko zilver op de wereldkampioenschappen shorttrack junioren. Een jaar later in Salt Lake City, won ze goud op de 1500 meter tijdens de Olympische Winterspelen en een zilveren medaille op de olympische 1000 meter. In hetzelfde jaar werd ze tweede op het wereldkampioenschap in Montreal. Ze was pas 15 jaar oud toen ze olympisch kampioene werd.

## Persoonlijke records
| Afstand    | Tijd     | Datum      | Baan           | Land             |
| ---------- | -------- | ---------- | -------------- | ---------------- |
| 500 meter  | 44,931   | 19-10-2001 | Calgary        | Canada           |
| 1000 meter | 1.31,349 | 23-02-2002 | Salt Lake City | Verenigde Staten |
| 1500 meter | 2.25,269 | 23-10-2003 | Marquette      | Verenigde Staten |
| 3000 meter | 5.04,529 | 29-03-2002 | Changchun      | China            |

Geraadpleegd op: 12/08/2007
2002: Ko Gi-hyun ·
2006: Jin Sun-yu ·
2010: Zhou Yang ·
2014: Zhou Yang ·
2018: Choi Min-jeong ·
2022: Choi Min-jeong
- Virtual International Authority File: 270148995854559751003